# 西沢広義
西澤 廣義/西沢 広義（にしざわ ひろよし、1920年1月27日 - 1944年10月26日）は、日本の海軍軍人。第二次世界大戦のエースパイロット。戦死による二階級特進で最終階級は海軍中尉。公認撃墜数は87機だが西沢本人は1944年春の家族宛て私信で撃墜数を147機としており、戦死時の新聞報道では150機以上と書かれた。マーティン・ケイデンの著書では102機を撃墜した事になっている。

## 経歴
1920年（大正9年）1月27日、長野県上水内郡南小川村で退役軍人の父のもとに4男1女の三男として生まれる。実家の家業は農業、養蚕業であった。1934年（昭和9年）3月、南小川小学校高等科を卒業。4月、父の勧めで岡谷の生糸工場に就職。
海軍飛行予科練習生の募集広告を見て受験し、1936年（昭和11年）6月1日、横須賀航空隊の乙種飛行予科練習生第7期（204名）を拝命、海軍四等航空兵に任官。1938年8月15日、霞ケ浦空付。飛行練習生陸上機班を71名中16位で卒業し、戦闘機専修者20名の一人として1939年3月、大分海軍航空隊で教育を受ける。大分空での教員は武藤金義一空曹（支那事変の撃墜王）で九五式艦上戦闘機と九六式艦上戦闘機で学んだ。1940年12月、鈴鹿海軍航空隊（偵察専修者練習航空隊）に配属。操縦教員ではあっても操縦を教えるわけではなく、偵察練習生を乗せた九〇式機上作業練習機を飛ばす車引き教員であった。

### ラバウル方面

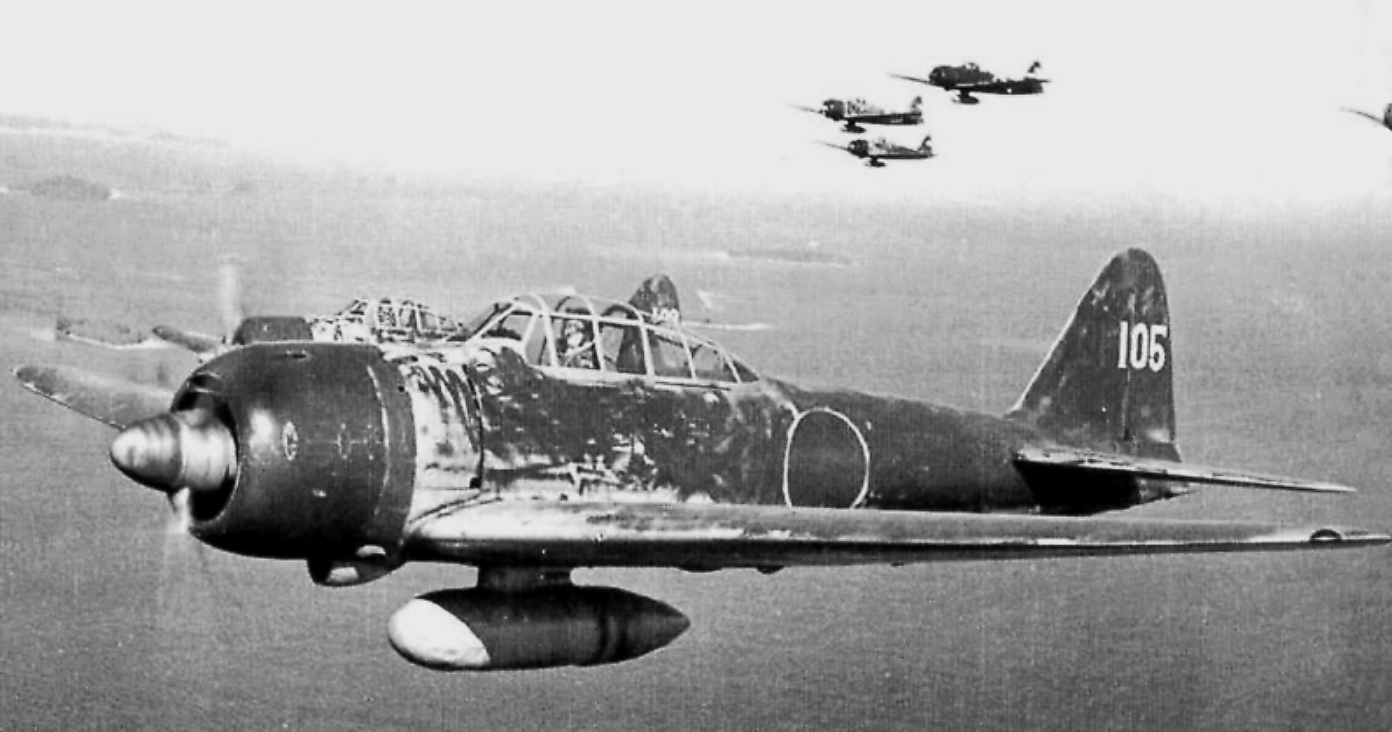
ソロモン諸島上空を飛行する西沢広義の零式艦上戦闘機 (A6M3)（1943年）

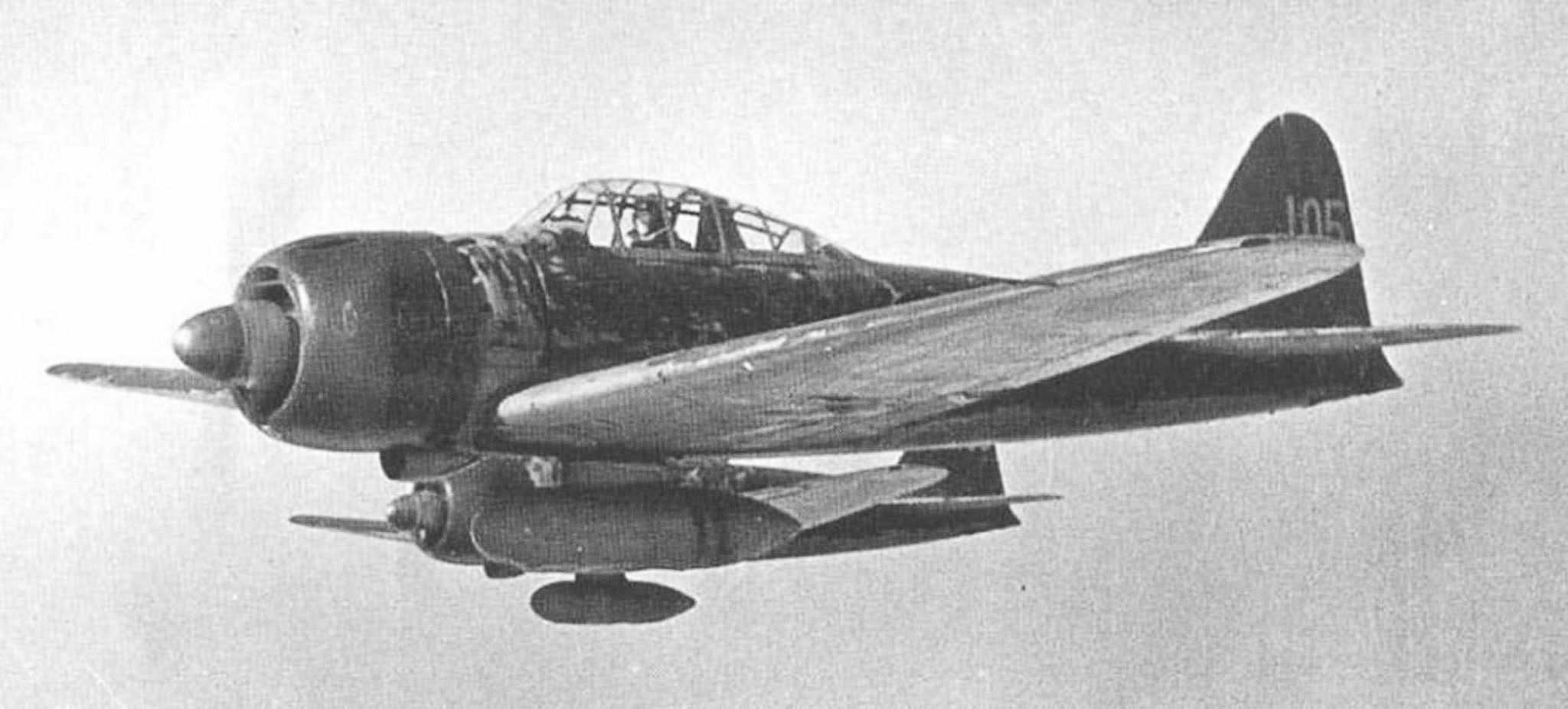
ソロモン海域上空を飛ぶ、零式戦闘機22型。西沢広義搭乗機だとする文献もあるが撮影者の吉田一によれば誰かわかっていない。（1943年5月7日）

1941年（昭和16年）10月1日千歳海軍航空隊に配属。日米開戦に備えて訓練を受ける。サイパン、ルオットと移動し、1942年（昭和17年）2月、トラック島からラバウルに進出。2月3日夜、新月という視界が悪い中、九六式艦上戦闘機で双発飛行艇を迎撃、初めての撃墜を報告する。しかし、豪空軍の記録によれば、この PBY カタリナ飛行艇は被弾しながらも基地に帰投している。
2月10日、第四航空隊に配属。戦闘を重ねて単独撃墜7機、協同撃墜5機を報告している。1942年4月1日、台南海軍航空隊（台南空）に配属。第25航空戦隊が新編され、四空の戦闘機隊の人員、機材が台南空に吸収された。1942年5月1日、モレスビー攻撃で戦闘機一機撃墜を報告。7日、戦闘機二機撃墜を報告。その後も戦闘を重ねる。5月27日、モレスビー攻撃で戦闘機一機撃墜を報告。戦後、坂井三郎は、当時太田敏夫と西沢広義とともに台南空の三羽烏と呼ばれ、この時に3人で中隊から離脱し、無断でポートモレスビーのセブンマイル飛行場上空にて3人で三回連続編隊宙返りを行って他から遅れて帰還したという話を紹介している。しかし、戦闘行動調書によれば、坂井の主張する5月27日はモレスビー上空で交戦後、11時30分に全機がラエに帰着しており、坂井が他の著作で主張した6月25日には太田が出撃していない。その他の日も合わせて日本でも連合軍でも坂井たちが別行動をとった記録はない。1942年8月7日、西沢はガダルカナル島攻撃に参加。西澤は撃墜6機を報告。同戦闘で負傷した坂井三郎が内地に帰還したため、西沢が先任下士官となる。1942年10月21日、西沢は撃墜30機を全軍布告された。
1942年11月1日、台南空は第251海軍航空隊と改称。部隊損耗が大きく再建のために豊橋に帰還。生還した搭乗者は西沢を含め十数名だった。1943年（昭和18年）5月10日、ラバウルに再進出。西沢は鴛淵孝中尉の戦闘教育を任せられる。6月からルッセル島周辺の作戦に従事するも、6月末に連合軍はレンドバ島に上陸したため、251空はラバウル、ブインの基地から出撃して消耗していった。8月1日、レンドバ島上空の二度にわたる空戦で八機を共同撃墜を報告。また、西沢を小隊長とする4機はF4Uコルセア4機と交戦、西沢単独で3機撃墜、部下が1機撃墜を報告している。ラバウル離任時に岡本晴年に「86機撃墜」と語っている。
1943年9月1日、253空に転属。同月、航空艦隊司令長官草鹿任一より100機撃墜記念の感状と「武功抜群」と書かれたのし紙が巻かれた白鞘の軍刀を授与される。10月、内地帰還。
1943年11月1日、大分空に配属。飛行学生教官を務める。教え子には厳しかったが自分の武功を自慢することはなかった。

### 二〇三空
1944年3月1日、203空に配属。7月10日、戦闘第303飛行隊に所属。北千島方面の防衛にあたる。ベテランが次々死んでいくため経験の浅い者の指揮を心配し軍紀のあり方についての論文を提出する。
1944年（昭和19年）9月下旬、千葉県茂原基地の角田和男飛曹長の部屋に、南東方面の激戦を経験したエース・パイロット、西澤、岩本徹三、長田延義、尾関行治、斎藤三朗らが集まる機会があった。この際、西沢は撃墜数を120機以上と語っている。また、岩本徹三が「敵が来る時は退いて敵の引き際に落とすんだ。つまり上空で待機してて離脱して帰ろうとする奴を一撃必墜するんだ。すでに里心ついた敵は反撃の意思がないから楽に落とせるよ。一回の空戦で五機まで落としたことがあるな」「敵の数が多すぎて勝ち目の無い時は目をつむって真正面から機銃撃ちっぱなしにして操縦桿をぐりぐり回しながら突っ込んで離脱する時もあるよ」と語ると、西沢は「途中で帰る奴なんか、被弾したか、臆病風に吹かれた奴でしょう。それでは（他機との）協同撃墜じゃないですか」と反論している。
1944年（昭和19年）10月、捷号作戦参加のためフィリピンへ進出。10月25日、関行男大尉率いる神風特別攻撃隊敷島隊の直掩を務め戦果を確認する。10月26日、乗機をセブ基地の特別攻撃隊に引渡し、新しい飛行機受領のため、マバラカット基地へ輸送機に便乗して移動する。その途中、輸送機がミンドロ島北端上空に達したところで、ハロルド・P・ニュウェル中尉のグラマンF6Fの攻撃を受けて撃墜され、西沢は戦死した。ニュウェル中尉は百式重爆撃機（陸軍機）だったとするが、1021空の河野光揚によれば、一式陸攻ではないかとし、零式輸送機だったとする説もある。
1945年8月15日終戦時、連合艦隊告示172号で、「戦闘機隊の中堅幹部として終始勇戦敢闘し敵機に対する協同戦果429機撃墜49機撃破内単独36機撃墜2機撃破の稀に見る赫々たる武勲を奉し」と全軍布告された。
戦後、太平洋戦争における日米両軍を通じたトップエースの一人として知られ、アメリカ合衆国の国防総省とスミソニアン博物館に杉田庄一と並んで肖像が飾られている。美男子であり身長は180センチ以上あった。やや痩せ型で常に青白い顔をしていたので予科練時代は"青びょうたん"のあだ名が付けられた。戦後書かれた戦記では「ラバウルの魔王」と評された。